# Sebastià Millans i Rosich
Sebastià Millans i Rosich (Barcelona, 12 de maig de 1927 - 17 d'octubre de 2014) fou un empresari i directiu del món de l'esport.

## Biografia
Tècnic superior de reparacions marítimes i constructor naval, durant els anys 1960 i 1970 fou Comissari d'avaries («surveyor»), membre de l'Agrupació d'Oficials de la Marina Mercant i conseller de la Caja d'Estalvis i Mont de Pietat de Barcelona. Vinculat a Convergència Democràtica de Catalunya, fou conseller-Regidor de l'Àrea d'Esports de l'Ajuntament de Barcelona de l'any 1979 al 1983 i candidat per CiU a la província de Barcelona a les eleccions al Parlament de Catalunya de 1980.
Fou president del Club Natació Barcelona entre 1995 i 2014, club del que en fou secretari i vicepresident des del 1981. El 2004 va ser nomenat Millor Dirigent de l'Esport, per l'Associació Catalana de Dirigents de l'Esport. Tanmateix, fou denunciat a Inspecció de Treball per no tenir regularitzats alguns treballadors de la plantilla del Club i ha estat acusat de morositat. El 2011 va rebre la Creu de Sant Jordi.